# Cantone di Beaugency
Il Cantone di Beaugency è una divisione amministrativa dell'arrondissement di Orléans.
A seguito della riforma approvata con decreto del 25 febbraio 2014, che ha avuto attuazione dopo le elezioni dipartimentali del 2015, è passato da 7 a 13 comuni.

## Composizione
I 7 comuni facenti parte prima della riforma del 2014 erano:
- Baule
- Beaugency
- Cravant
- Lailly-en-Val
- Messas
- Tavers
- Villorceau

Dal 2015 i comuni appartenenti al cantone sono i seguenti 13:
- Baccon
- Baule
- Beaugency
- Cléry-Saint-André
- Cravant
- Dry
- Jouy-le-Potier
- Lailly-en-Val
- Mareau-aux-Prés
- Messas
- Mézières-lez-Cléry
- Tavers
- Villorceau